# Gösta Sjöberg

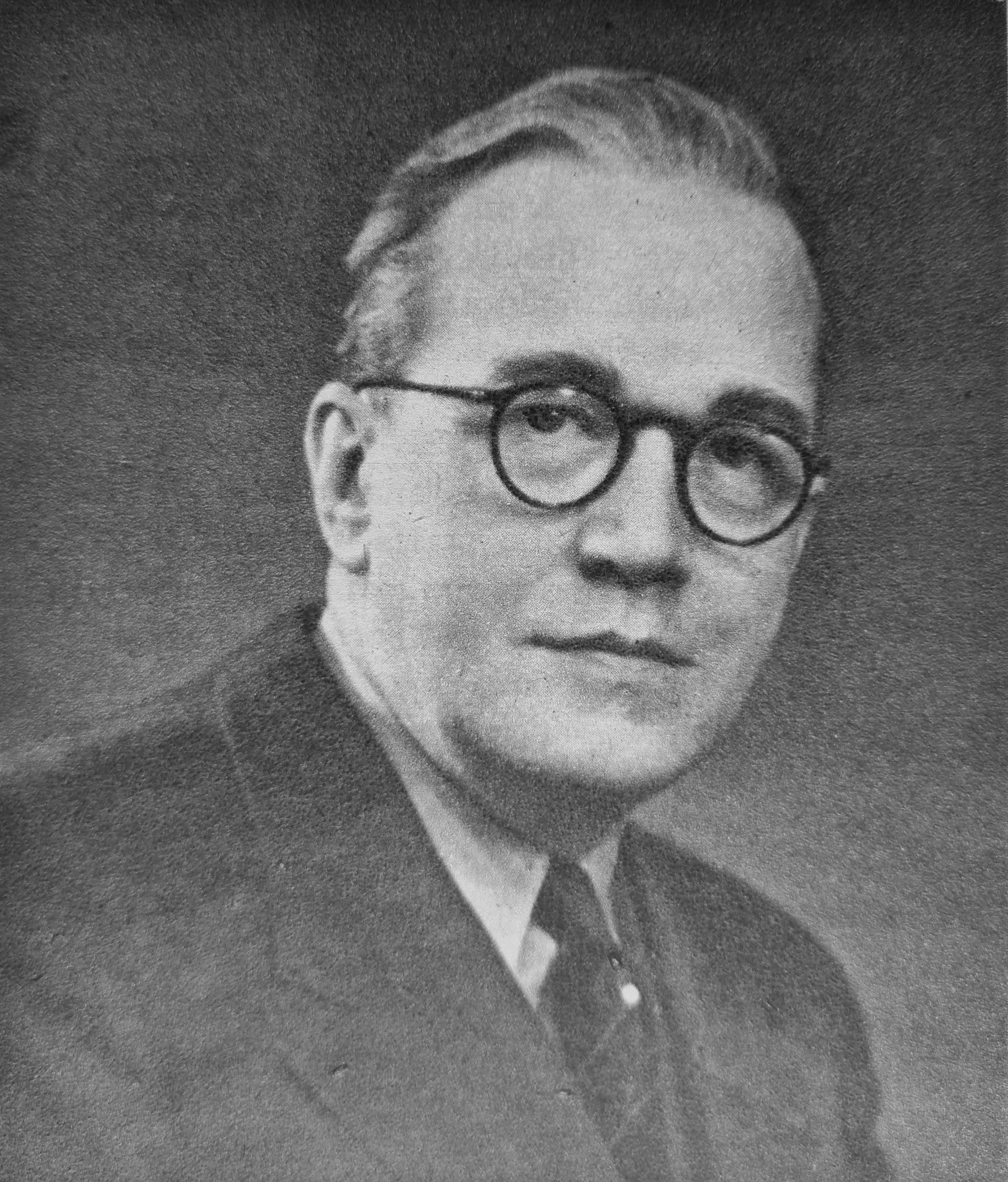
Gösta Sjöberg porträtterad i Husmodern 1940.

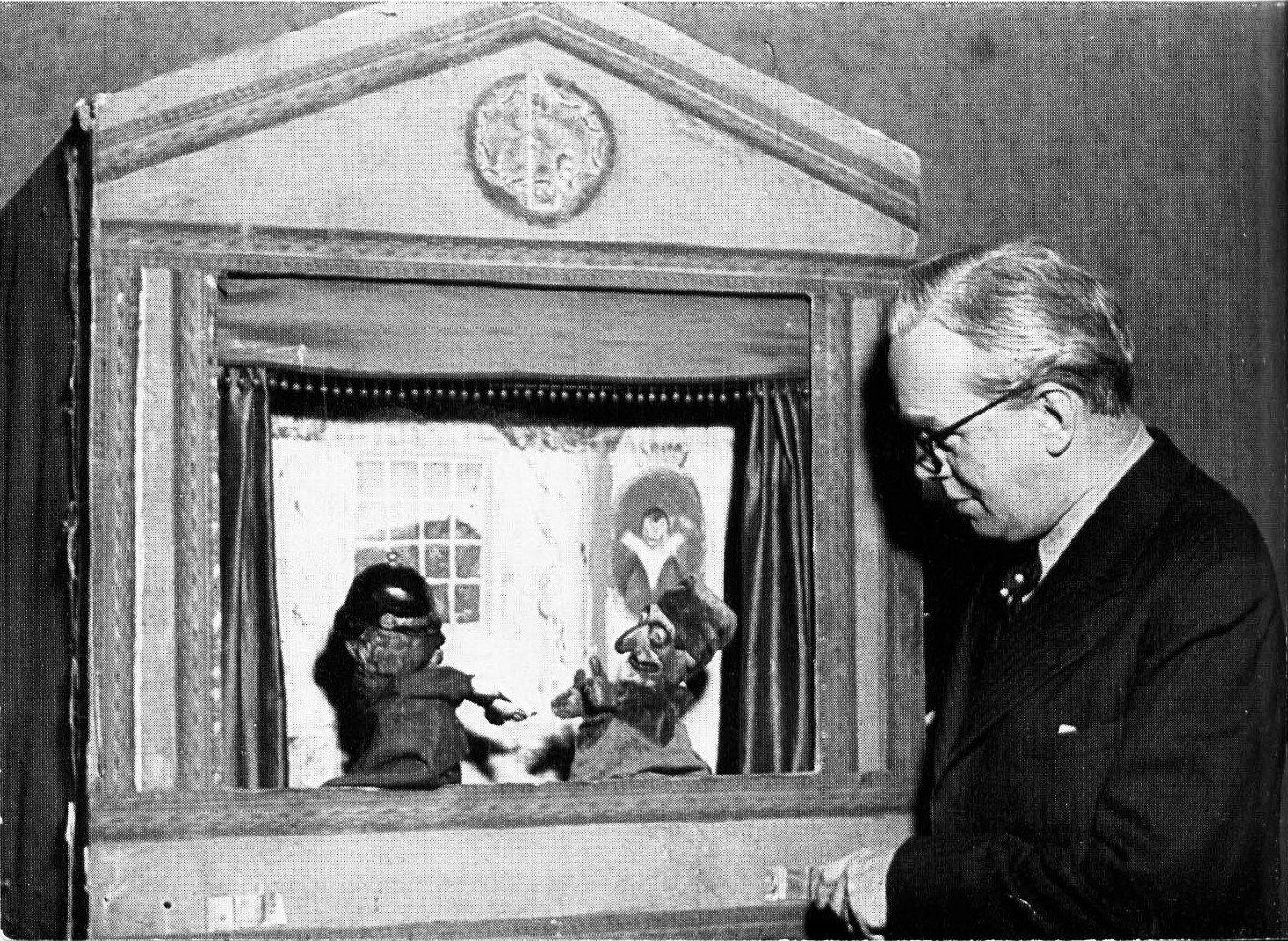
Gösta Sjöberg med sin egentillverkade kasperteater cirka 1939.

Gustaf (Gösta) Sjöberg, född 26 december 1880 i Vänersborg, död 10 juni 1967 i Lidingö, var en svensk journalist, tidningsman, författare och manusförfattare. Han var äldre bror till författaren Birger Sjöberg.
Sjöberg avlade 1900 studentexamen i sin hemstad, startade sin tidningsmannabana 1901, blev 1903 medarbetare på Stockholms Dagblad och var notischef där 1906–1907. Han var 1907–1912 sekreterare i Nationalförbundet för Skåne och 1912-1918 redaktör och utgivare av Göteborgs Aftonblad. Sjöberg var verkställande direktör i Presstelegrambolaget 1919–1920 och i Stockholms Dagblad 1920–1931, ansvarig utgivare för Aftonbladet 1932–1933, verkställande direktör i Steinsviks förlag 1944–1947. 
När brodern Birgers böcker utkom medverkade Gösta Sjöberg till deras försäljningssuccé genom en intensiv marknadsföringskampanj.[källa behövs] Han stod även för dramatiseringar av broderns verk. Kvartetten som sprängdes hade urpremiär på Dramaten den 5 januari 1935, och lustspelet Fridas visor gavs för första gången på samma scen den 26 december 1936. Det sistnämnda lustspelet omarbetades även till sångspelet Fridas visor, som i Kungliga Operans produktion hade premiär på Blancheteatern den 7 mars 1958.
Gösta Sjöberg är begravd på Lidingö kyrkogård.

## Utgivna böcker
- Algot Eriksson (1937)
- Träblåsarna sätta in (1938)
- Svarta båken (1940)
- Flickan på vinden (1950)
- Nordsman och son (1952)

## Filmmanus
- 1936 – Kvartetten som sprängdes